# Estampures
Estampures ist eine französische Gemeinde mit 74 Einwohnern (Stand 1. Januar 2022) im Département Hautes-Pyrénées in der Region Okzitanien (vor 2016: Midi-Pyrénées). Sie gehört zum Arrondissement Tarbes und zum Kanton Les Coteaux.
Die Einwohner werden Estampurois und Estampuroises genannt.

## Geographie
Die Gemeinde Estampures liegt auf dem nördlichen Plateau von Lannemezan, circa 23 Kilometer nordöstlich von Tarbes in der historischen Grafschaft Bigorre an der Grenze zum Département Gers.
Umgeben wird Estampures von den fünf Nachbargemeinden:
|          | Estampes (Département Gers)                 |                           |
| Fréchède | Kompassrose, die auf Nachbargemeinden zeigt | Castex (Département Gers) |
|          | Mazerolles                                  | Bernadets-Debat           |

## Einwohnerentwicklung

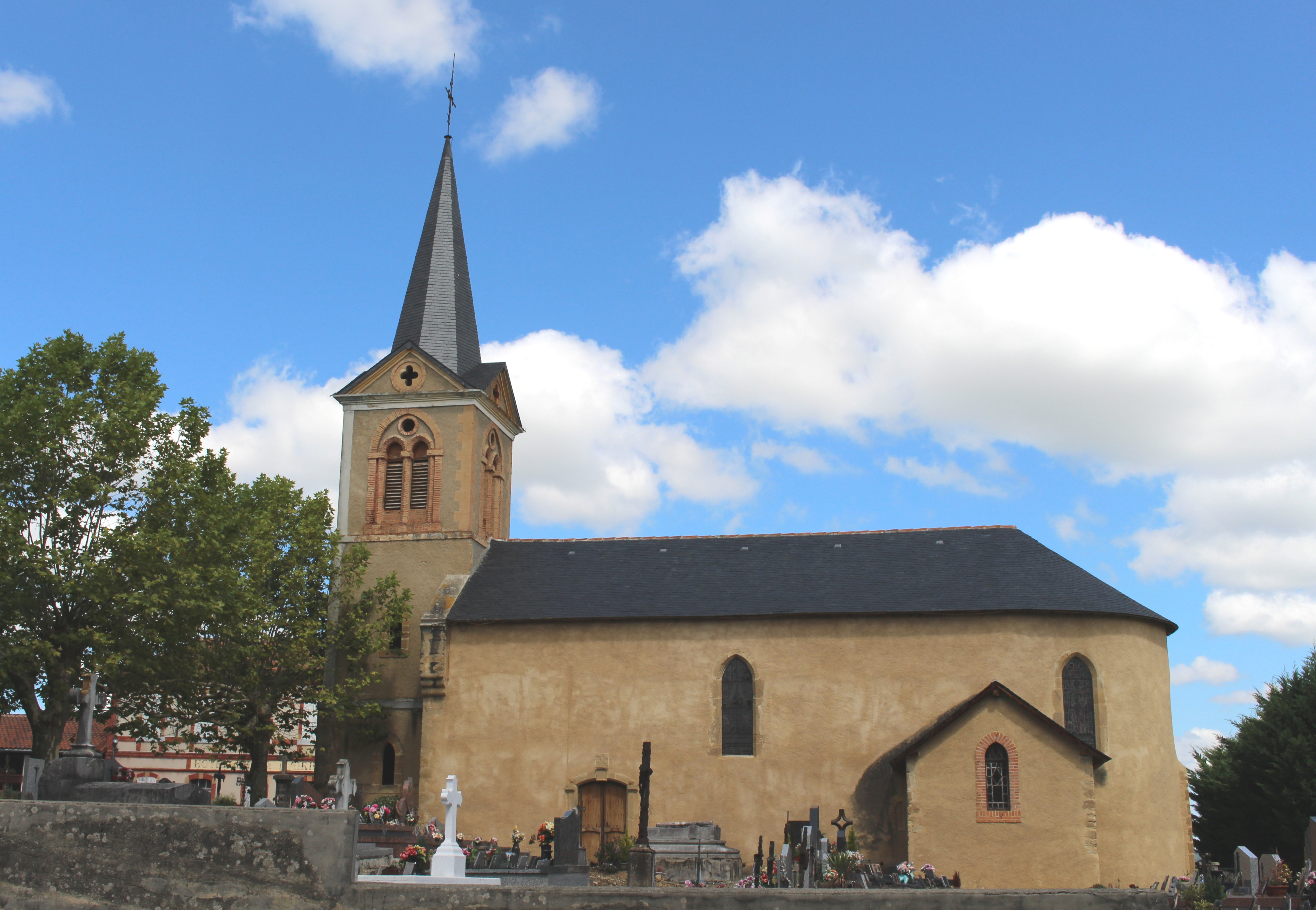
Pfarrkirche Saint-Pierre

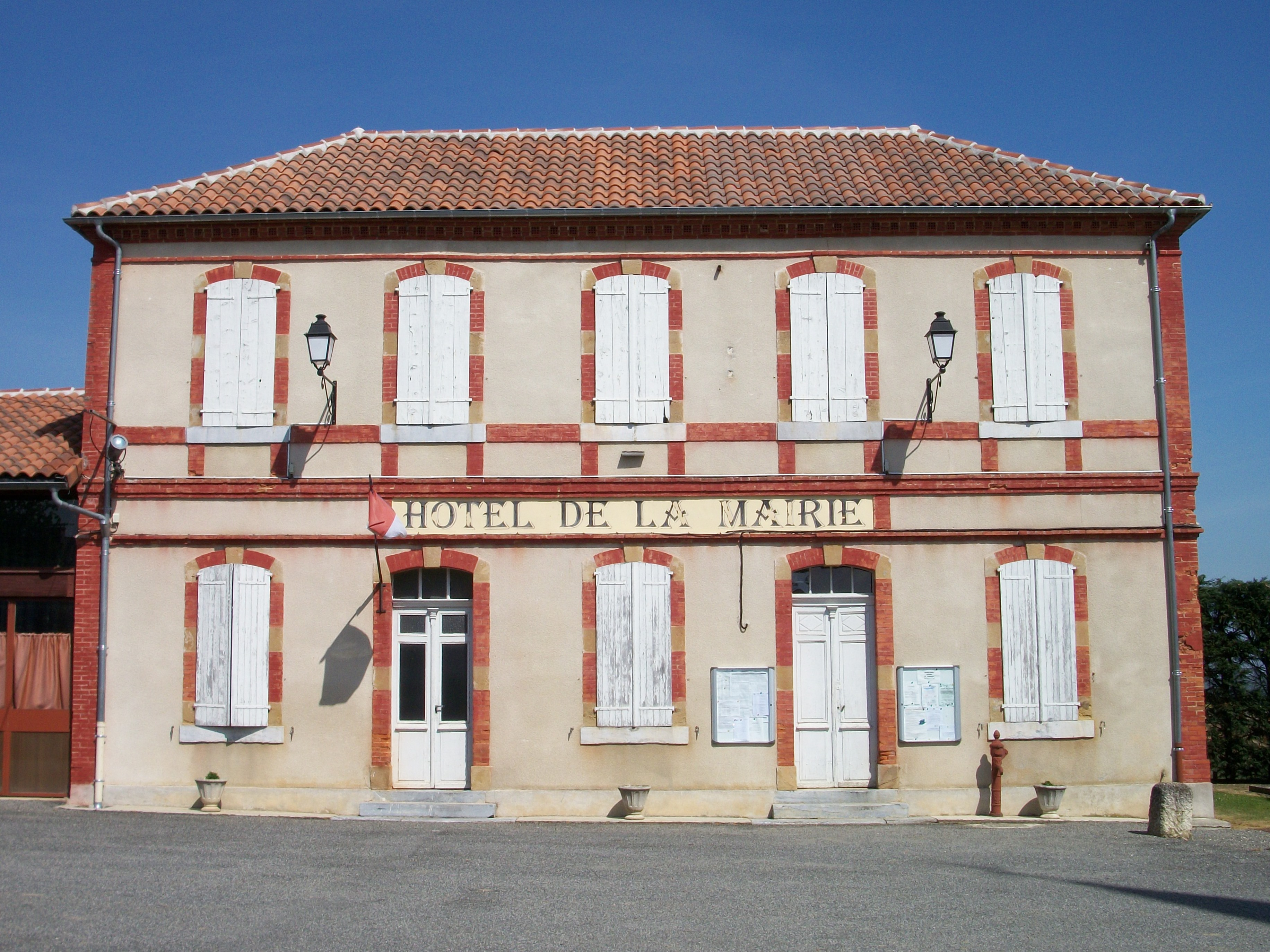
Mairie (Rathaus)

Nach Beginn der Aufzeichnungen stieg die Einwohnerzahl bis zur Mitte des 19. Jahrhunderts auf einen Höchststand von rund 245. In der Folgezeit sank die Größe der Gemeinde bei kurzen Erholungsphasen bis zur zweiten Dekade des 21. Jahrhunderts auf rund 75 Einwohner.
| Jahr      | 1962 | 1968 | 1975 | 1982 | 1990 | 1999 | 2006 | 2011 | 2022 |
| --------- | ---- | ---- | ---- | ---- | ---- | ---- | ---- | ---- | ---- |
| Einwohner | 145  | 129  | 99   | 101  | 100  | 77   | 81   | 76   | 74   |

## Sehenswürdigkeiten
- Pfarrkirche Saint-Pierre

## Wirtschaft und Infrastruktur
Estampures liegt in den Zonen AOC der Schweinerasse Porc noir de Bigorre und des Schinkens Jambon noir de Bigorre.

### Verkehr
Estampures wird von der Route départementale 11 (Gers: 146) durchquert.